# RISAT-1
RISAT-1 (от англ. Radar Imaging Satellite 1) — радиолокационный спутник разработанный и эксплуатируемый Индийской организацией космических исследований. Это второй спутник из серии RISAT, основным инструментом которого является радар с синтезированной апертурой C-диапазона для наблюдения поверхности Земли при любой погоде и освещённости.
Запуск RISAT-1 был произведён через несколько лет после RISAT-2, на котором был установлен произведённый в Израиле радар X-диапазона. Приоритет миссии RISAT-2 был повышен после атаки на Мумбаи в 2008 году, в результате миссия RISAT-1 была отложена на несколько лет.

## Конструкция
Масса RISAT-1 — 1858 кг, что делает его самым тяжёлым спутником ДЗЗ из запущенных Индией, а также самым тяжёлым спутником запущенным ракета-носителем PSLV.
Радар с синтезированной апертурой имеет разрешение 3-50 м. Он также может длительное время удерживать в фокусе заданную область, что позволяет получить разрешение до 1 м. Большая часть конструкторских работ, а также работ по сборке основных систем радара была проведена в 2010.
Радар спутника позволяет получать данные как днём, так и ночью при любых погодных условиях. Спутник предназначен для мониторинга природных ресурсов, прежде всего для планирования сельского хозяйства, обследование лесов, а также для прогнозирования и предотвращения наводнений. Он будет использоваться для мониторинга рисовых плантаций, что поможет обеспечить продовольственную безопасность Индии. Изображения получаемые со спутника будут использованы для определения площади обрабатываемых в Индии полей, определения состояния выращиваемых культур и таким образом позволят прогнозировать общее количество произведённой продукции. Также спутник может быть использован для определения координат обломков самолётов упавших в лесной местности.

## Запуск
Старт ракеты-носителя PSLV-XL со спутником RISAT-1 состоялся 26 апреля 2012 в 00:17 UTC (05:47 IST) со стартового комплекса № 1 Космического центра имени Сатиша Дхавана расположенного на острове Шрихарикота. Запуск получил обозначение PSLV C19, это 21-й запуск ракеты-носителя PSLV и 19-й удачный запуск.